# ベニバナツメクサ
ベニバナツメクサ（紅花詰草）（英：Strawberry candle, 学名：Trifolium incarnatum L.）は、マメ科の多年草。日本では暑さに弱く夏に枯れるため、一年生植物として扱われる。ストロベリーキャンドル、ストロベリートーチ、ベニバナツメグサ、クリムソンクローバー（crimson clover）、オランダレンゲなどの別名を持つ。

## 概要
原産地はヨーロッパから西アジアあたりで、日本へは明治時代に牧草として移入された。
高さは20センチメートルから60センチメートルほど。シロツメクサの仲間で、春に茎を伸ばして先端に径6ミリメートルから8ミリメートルほどのトーチ状の細長い濃い紅色の花を付けるため、その花姿から「ストロベリーキャンドル」の名が付いた。蝶形の花が円錐形に集まって咲くが、花期は日本では4月から6月までと短く、夏季には枯れる。葉は3枚の小葉からなる複葉（3出複葉）で、互生する。小葉は先が浅くへこみ、両面に長い毛が生える。冬は寒さに耐えるため、葉を低く地面に這うように広げて越冬する。白い花の品種もある。緑肥植物として栽培されることもある。また、野生化するので一度栽培すると翌年からは放置しておいても増える。

## 栽培
日当たりと風通しが必要。水はけが良く、保水性のある土を好む。強健でやせ地でも良く育ち、こぼれ種でも良く増える。一旦根付くと乾燥にも強い。マメ科植物特有の根粒菌が根に生息し、窒素成分を合成できるため、緑肥として栽培されることもある。病害虫にも強いが、アブラムシ類やハダニ類が付きやすく、栽培には管理が必要である。横に広がるため、最低でも20センチメートルから30センチメートルは株間を取る。
秋に種をまき、間引きを行う。花を咲かせるにはある程度の寒さを必要とするため、屋外で育てる。春まきの場合、葉がよく茂るが前述の理由により、夏に枯れることがある。しかし寒さが厳しい地方では、春まきにする。種を取る必要がない場合、花期が終わると茎は切り落とす。そうすることで株の消耗を防ぎ、花期が長くなる。肥料は少なめにする。

## 食用
花はサラダの彩りやハーブティーに、葉はゆでてサラダやスープなどに利用できる。

## ギャラリー

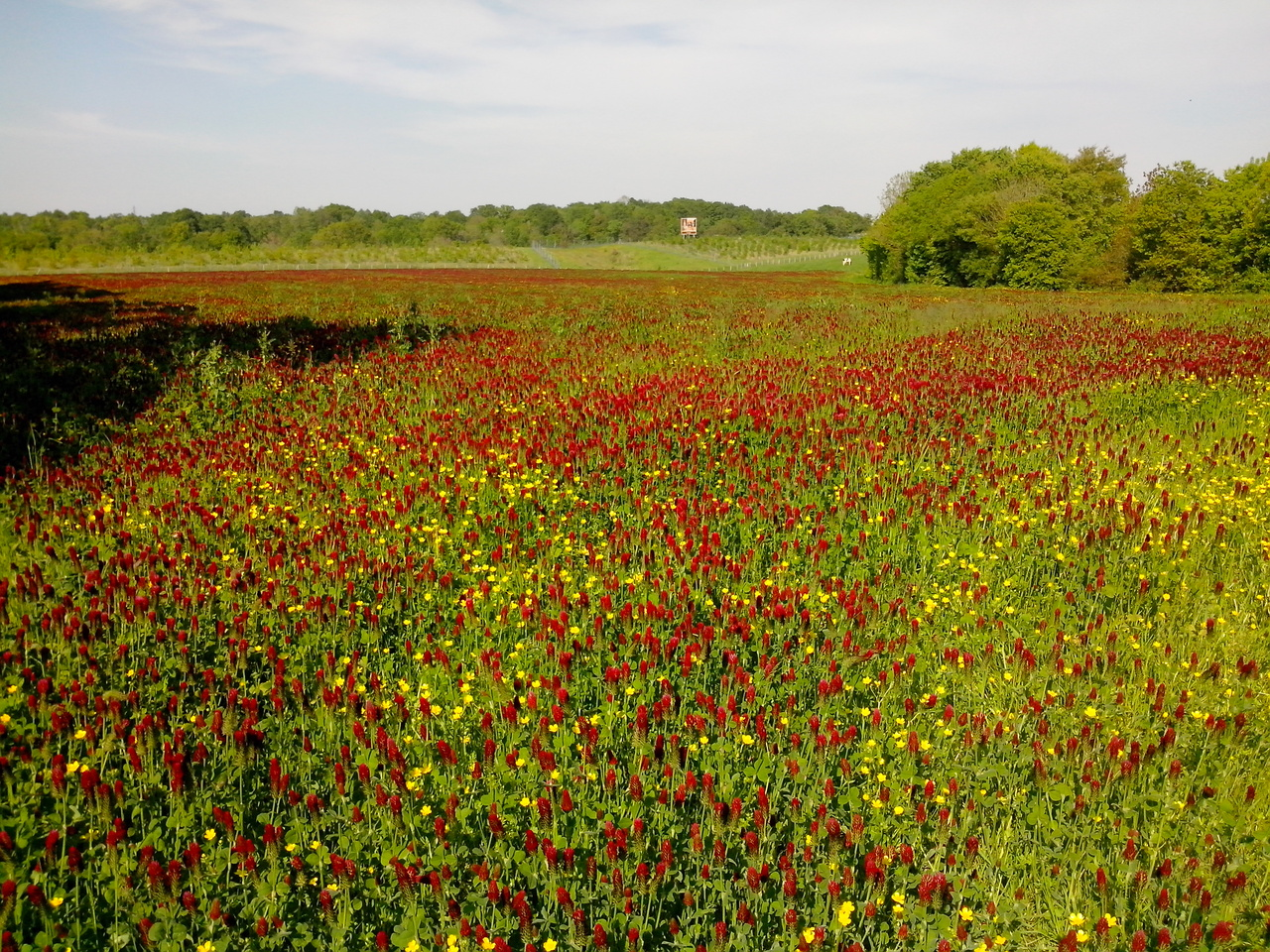
半ば野生化したベニバナツメクサの野原。
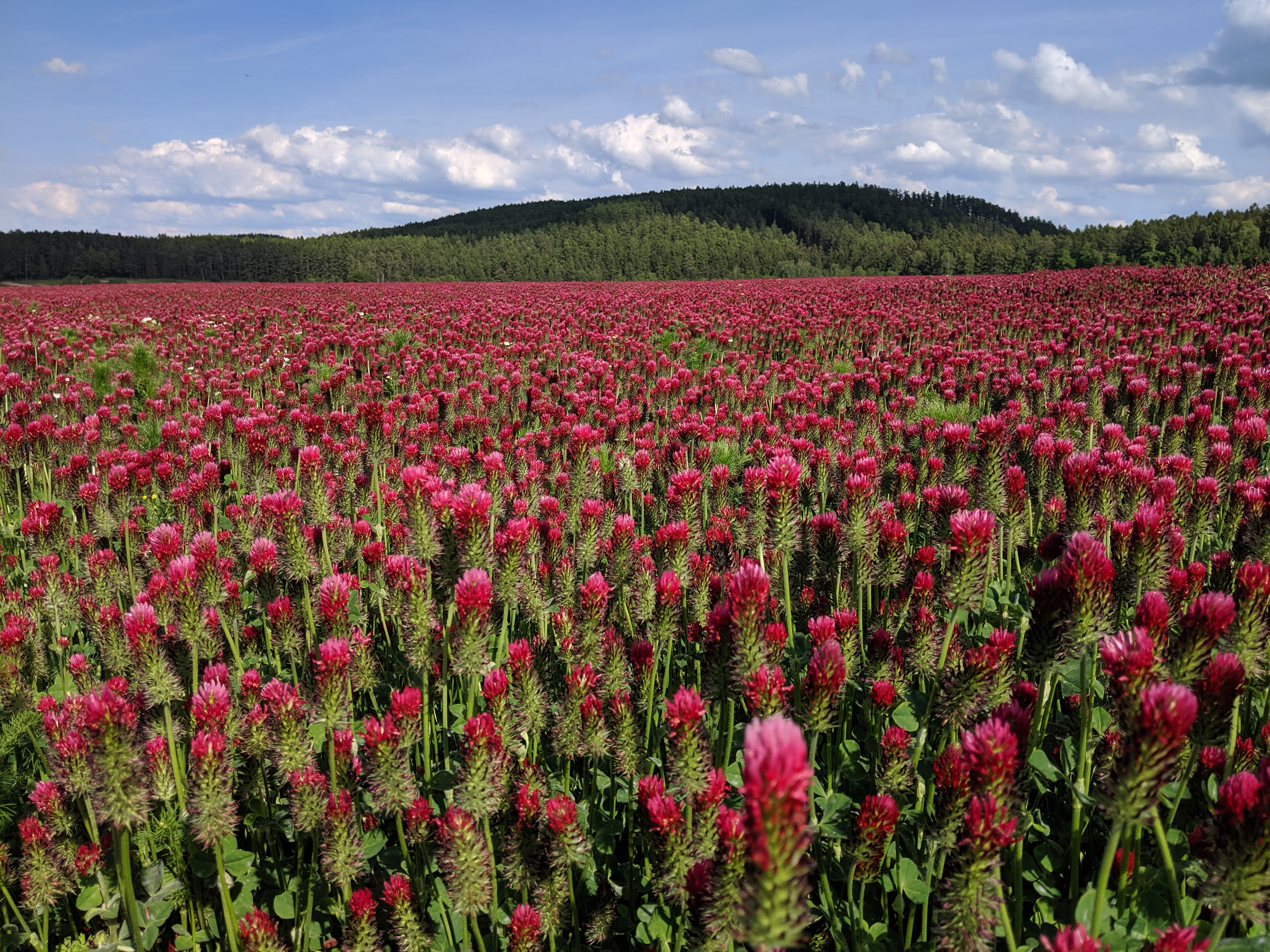
ベニバナツメクサの野原。
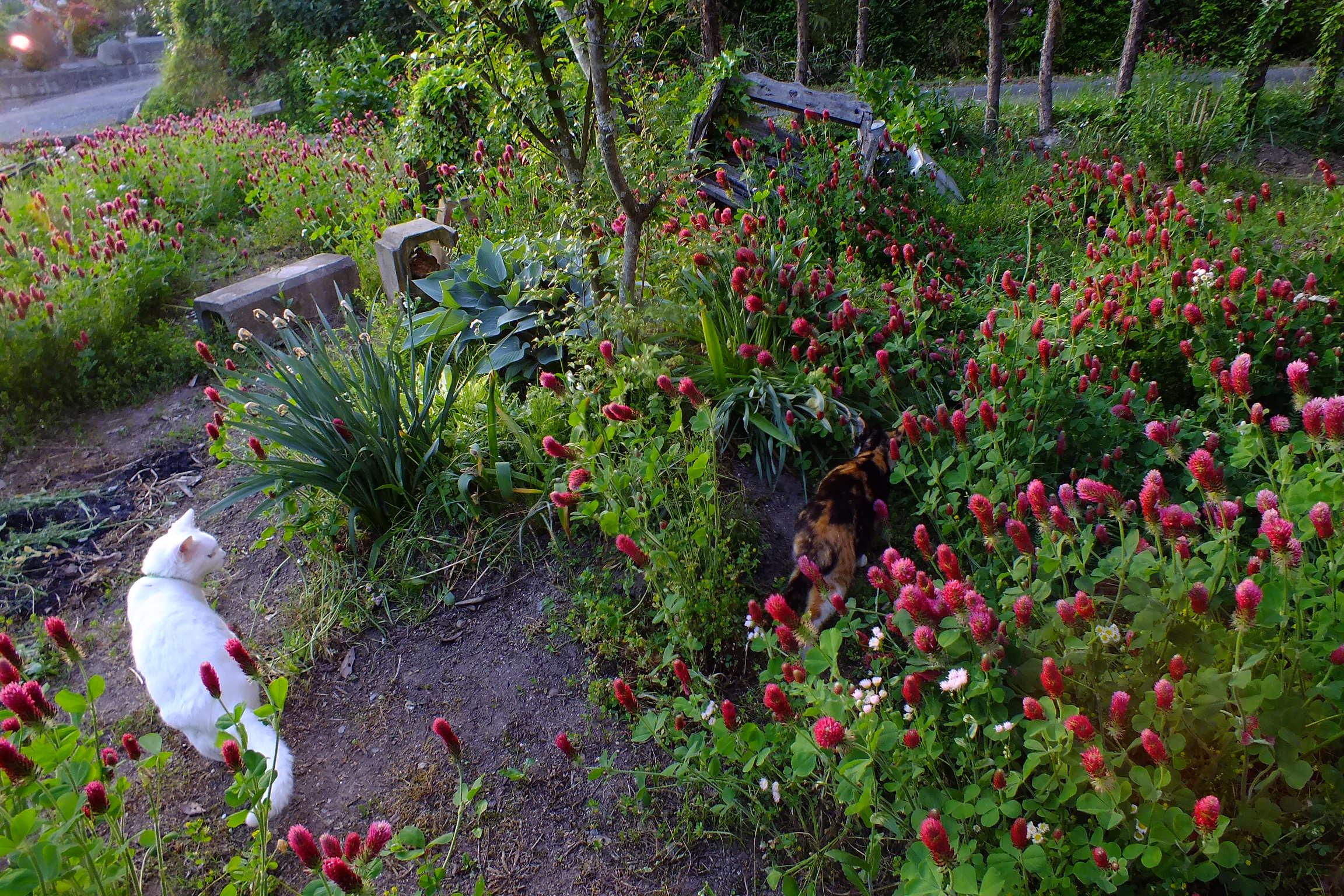
ストロベリーキャンドル（ベニバナツメクサ）の咲き乱れる庭園。
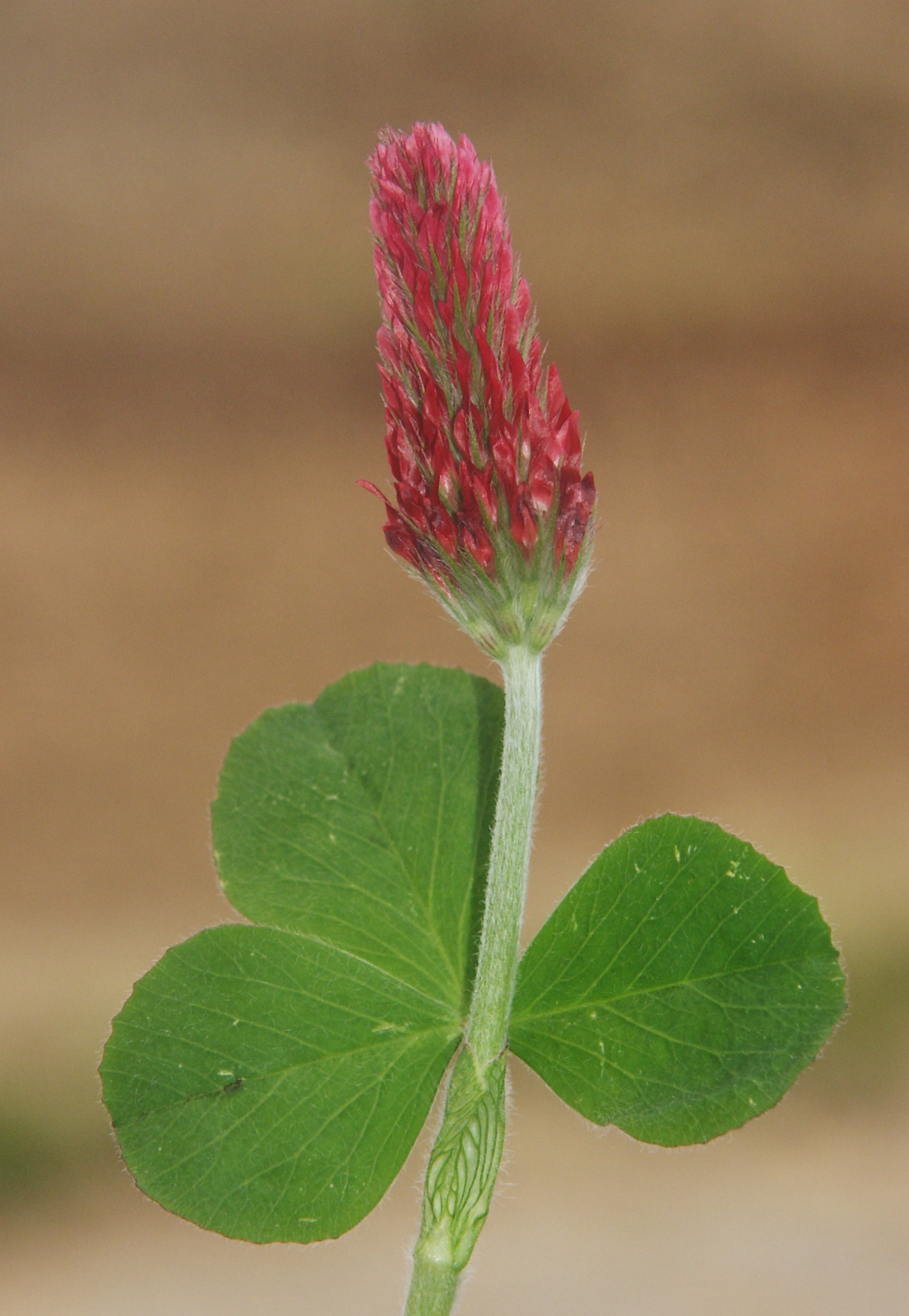
牧草として利用されたが、イチゴのような花が咲くことからストロベリークローバーとして鑑賞用にも栽培されるようになった。
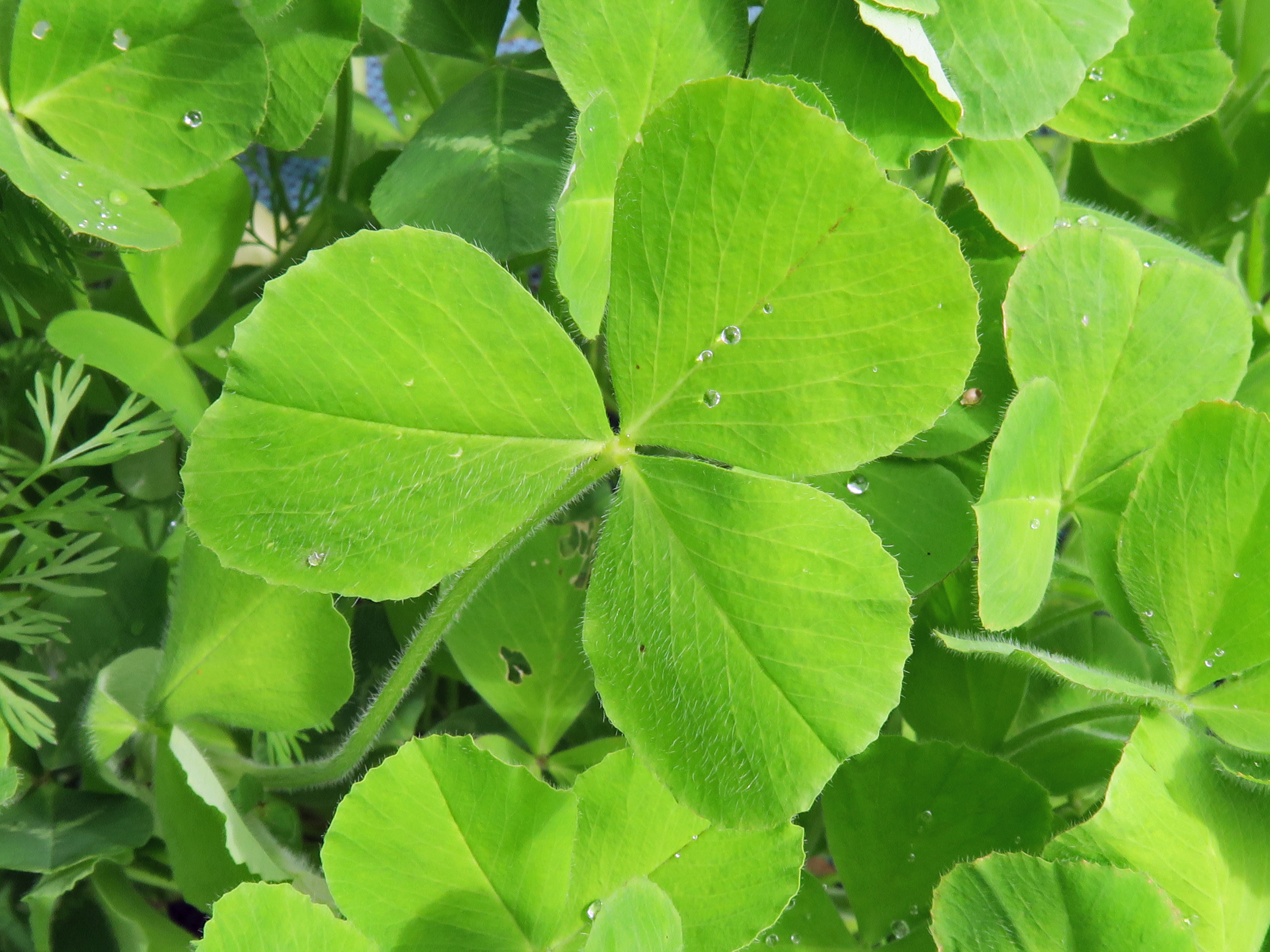
葉はゆでてサラダやスープなどに利用できる。